# Мэддисон, Илья
Илья́ Мэ́ддисон (англ. Maddyson; настоящее имя — Илья́ Серге́евич Давы́дов; род. 8 марта 1988, Химки, Московская область, СССР) — российский видеоблогер, летсплейщик, обозреватель, стример, разработчик компьютерных игр, телеведущий и стендап-комик.
В 2008—2011 годах вёл видеоблог на видеохостинге Rutube, в 2011—2015 годах и с 2018 года по настоящее время на видеохостинге YouTube, с 2013 года — трансляции на Twitch. Является одним из первых, кто делал юмористические видеообзоры роликов, фильмов и компьютерных игр в России. Среди пользователей интернета имеет прозвища «Король Рунета» и «Король игровых обзоров». По мнению «Московского комсомольца», Мэддисон является первопроходцем русского видеоблогинга. Сайт Lenta.ru называет его «культовым обзорщиком компьютерных игр» и «основателем российского видеоблогинга». «Газета.ru» называет блогера первым популярным летсплеером в России.
В декабре 2019 года Мэддисон вступил в политическую партию ЛДПР, а с 13 июля 2020 до 9 июня 2021 года был помощником депутата Государственной думы Федерального собрания Российской Федерации VII созыва Василия Власова.

## Биография
Родился 8 марта 1988 года в Химках (Московская область).
Учился на факультете журналистики РГСУ, откуда был отчислен с третьего курса по причине малой посещаемости. Позднее заочно закончил Московский финансово-юридический университет.
В своём творчестве ориентировался на американского игрового обозревателя AVGN.
Стал широко известен в Рунете с 2008 года. Получил известность благодаря обзорам игр, которые начали выходить в 2008 году. Свои видео Илья начал выкладывать в 2008 году на сайте Rutube, позже был редактором игрового раздела на этом сервисе. В 2009 году стал обладателем интернет-премии «Герой Рунета».
В 2010 году вёл на Rutube шоу «Видеообзоры Ильи Мэддисона» и «Брейнфакерс». Одним из первых в России делал видеообзоры фильмов и компьютерных игр, и выкладывал их на YouTube.
У Мэддисона также была карьера на телевидении. Вёл программу «Игры на вынос», которая выходила на региональных отделениях телеканала «ТНТ»; участвовал в программах «Ещё» (на том же «ТНТ»), «Опасная зона» (на «ТВЦ»), «Виртуалити» (на MTV), а также в программах на каналах «Первый игровой», «Муз-ТВ» и «Столица».
В 2011 году вёл шоу «Аристократический кинематограф» с кинообзорами на сайте Kanobu.ru. Комментировал вирусные ролики под псевдонимом «Степан Арвеладзе». Сотрудничал с My Duck’s Vision и «Спасибо, Ева!». Вёл стендап-шоу.
19 августа 2010 года запустил интернет-радио Maddyson.fm, на котором работали такие блогеры как Максим «Snailkick» Киселёв, Юрий Хованский, Никита «Кузьма» Гридин. С 2012 года радио называется MAD.FM, ведущими были такие блогеры как Анатолий Артамонов (Убермаргинал), Михаил Закиров, Дмитрий Ларин.
В 2012 году снялся в сериале «Полицейские будни».
В 2016 году был специальным гостем Boston Major по Dota 2. В том же году по идее и сценарию Ильи Мэддисона вышла игра The Underground Man.
При поддержке Мэддисона в YouTube получил известность блогер Юрий Хованский.

### Личная жизнь
18 октября 2020 года Мэддисон объявил о расставании с Ксенией «Zanuda» Севастьяновой, с которой встречался почти 10 лет.
Помимо компьютерных игр увлекается футболом; болеет за московский футбольный клуб «Динамо».

## Общественная позиция
В июне 2022 года на фоне российского вторжения на Украину выразил желание съездить на Донбасс. После начала мобилизации уехал из России в Сербию, при этом заявив: «остаюсь патриотом и поддерживаю русских ребят. Душой я с вами, но телом нахожусь в братской Сербии». После осуждения отъезда со стороны поклонников, объявил о завершении карьеры в интернете и удалил посты в личном блоге в Telegram с аудиторией в почти 60 тысяч подписчиков. 21 ноября в своём телеграм-канале Мэддисон объявил, что вынужден покинуть Сербию из-за конфликта с фанатами футбольного клуба «Црвена Звезда». Причиной конфликта стало высказывание блогера на стриме семилетней давности, в котором тот сравнил сербов с цыганами, а их национальный напиток ракию — с «испражнениями осла».
В ноябре 2022 года вернулся в Россию, в марте 2023 года подтвердил это.
В сентябре 2024 года записал видеофрагмент, в котором было видно, что стример перебрался в США. Позже стало известно, что стример перебрался в Штаты через мексикано-американскую границу.

## Компьютерные игры
В 2016 году Илья объявил о выходе своей собственной компьютерной игры. Для её выпуска была основана студия с оригинальным названием «MehSoft», которую возглавил сам Мэддисон. Он выступает автором идеи и сценаристом проекта, а с художественной и программной частями разработки ему помогают Игорь Левчук и Дмитрий Ефремов (ранее — Семён Салтымаков). Игры студии распространялись через сервис Steam.

### The Underground Man
The Underground Man (с англ. — «Подземный Человек») — платформер в постапокалиптическом сеттинге, выпущенный 1 сентября 2016 года для Microsoft Windows. Игроку предстоит принять на себя роль «подземного человека», представителя небольшого закрытого общества, которое спаслось от ядерного апокалипсиса под землёй и долгое время существовало в изоляции. Выбравшись на поверхность, герой отправится в путешествие по двухмерной пустоши, которая когда-то была Москвой.

### The Mercury Man
The Mercury Man (с англ. — «Ртутный Человек») — нуарная научно-фантастическая изометрическая компьютерная игра в жанре экшен с элементами приключения в сеттинге далёкого будущего. Релиз состоялся 20 мая 2018 года.

### CHERNOBYL: The Untold Story
CHERNOBYL: The Untold Story (с англ. — «ЧЕРНОБЫЛЬ: Нерассказанная история») — фантастическая изометрическая компьютерная игра про альтернативные события Чернобыльской катастрофы. Игра была выпущена 24 сентября 2019 года.

### Kazakh Drive
Kazakh Drive (с англ. — «Казахская езда») — симулятор поездки по шоссе Казахстана, выполненный в ретро стиле. Был выпущен 18 октября 2020 года.

### Call Of LDPR
Call Of LDPR (с англ. — «Зов ЛДПР») — игра в жанре приключенческого экшена в открытом мире. По атмосфере напоминает Postal 2, события происходят в самом жестоком городе Подмосковья — Егорьевске.

### The Underground Man 2
The Underground Man 2 (с англ. — «Подземный Человек 2») — идея игры зародилась осенью 2018 года, однако активная разработка игры началась лишь в начале 2021 года после выхода Call Of LDPR. Релиз намечен на 2022 год. В декабре 2021 года в группе ВКонтакте Mehsoft, во время общения с подписчиками в комментариях, студия сообщила о финальной стадии разработки игры.

## Озвучка игр
- 2009 — Disciples III: Перерождение[62]
- 2019 — Lost Ark — Горожанин (Аньшу)[63]

## Шутка про Коран
18 января 2017 года чеченский пользователь Умар Саидов опубликовал в Facebook видеоролик из стендап-выступления Ильи Мэддисона 2012 года, в котором тот произнёс «шутку про Коран». Саидов назвал данную шутку недопустимой и призвал всех мужчин-мусульман наказать блогера. После этого против Мэддисона развернулась травля в социальных сетях. К травле присоединился и дагестанский общественный деятель, вице-президент Федерации бокса Дагестана — Булач Чанкалаев. Он открыто угрожал блогеру в Facebook и призывал других найти и наказать его. Российский конгресс народов Кавказа потребовал от правоохранительных органов дать оценку его высказываниям. В мусульманских группах в социальных сетях появились призывы найти и наказать Илью Мэддисона, в том числе от сторонников ИГИЛ. Глава Кизилюртовского района Дагестана Магомед Шабанов написал: «Эта скотина пусть теперь ждёт. Недолго осталось гаду. У него ещё есть единственный шанс. Пусть думает, какой». В пабликах также опубликовали телефон видеоблогера и его предполагаемый адрес. После этого Мэддисон удалил свои страницы из социальных сетей и 21 января уехал из России.
13 февраля 2017 года прокуратура Чеченской Республики опубликовала на своём сайте сообщение о возбуждении уголовного дела в отношении видеоблогера Ильи Мэддисона по ч. 1 ст. 282 УК РФ (действия, направленные на унижение достоинства человека либо группы лиц по признакам отношения к религии, совершённые публично). В сообщении на сайте прокуратуры говорилось, что психолингвистическая экспертиза признала высказывания блогера направленными на унижение людей, исповедующих ислам и христианство, и потребовала признать его действия экстремистскими. Позже сообщение было удалено с сайта.
22 февраля 2017 года Заводской районный суд Грозного признал видеоролик экстремистским.
16 июля 2018 года Илья Мэддисон был приговорён судом к 1,5 годам условного срока за экстремизм. 11 июня 2019 года стало известно, что с блогера была снята судимость ввиду декриминализации статьи.